# Ostheimer Holzspielwaren
Die Margarete Ostheimer GmbH besser bekannt als Ostheimer Holzspielwaren ist ein 1939 von Adeline und Walter Ostheimer gegründeter Hersteller für Holzspielwaren mit Sitz in Zell unter Aichelberg. Das schwäbische Familienunternehmen produziert Reformspielzeug im Sinne der anthroposophischen Weltanschauung und der Ideen der Waldorfpädagogik. Das hergestellte Holzspielzeug zielt dabei bewusst auf die Förderung der kindlichen Entwicklung.

## Geschichte

### Waldorfschul-Spielzeug
Der Anthroposophie-Gründer Rudolf Steiner regte an, dass größere Kinder im Werkunterricht Spielzeuge für kleinere Kinder herstellen sollten. Insbesondere legte er Wert auf bewegliche Spielzeuge. Die so entstandenen Entwürfe wurden ab 1926 von der Waldorf-Spielzeug und Verlag GmbH der Julia Charlotte Mellinger serienmäßig gefertigt und weltweit vertrieben. Im Zweiten Weltkrieg wurde die Firma allerdings von den Nationalsozialisten gezwungen, statt Spielzeug Munitionskisten herzustellen und daraufhin aus der Verlagsgesellschaft ausgegliedert.

### Klaus Spielzeug
Nach der Schließung und Umwandlung in eine Fabrik für Munitionskisten arbeiteten der Kunstmaler Walter Ostheimer und seine spätere Frau Adeleine Mumm an der Gründung einer Spielzeugfirma, die im Sinne der anthroposophischen Pädagogik Rudolf Steiners Spielwaren produzieren sollte. Die Firma produzierte seit 1943 in Unterwössen als „Klaus Spielzeug“ unter dem Namen des einzigen Sohnes des Ehepaars. Nach dem Zweiten Weltkrieg diente ein kleines Reihenhaus in Stuttgart als Produktionsstätte des Familienbetriebes. 1948 ging die Nachfrage nach Holzspielzeugen jedoch schlagartig zurück, Plastik- und Plüschspielzeug begannen den Markt zu überfluten, und so mussten auch Walter und Adeline Ostheimer 1951 ihr Anwesen aufgeben und die Produktion von Holzspielwaren einstellen.

### Margarete Ostheimer
1957 begannen Walter und Adeline Ostheimer, nach einer Begegnung mit dem "Kunst und Spiel" – Gründer Michael Peter, dem es ein Bedürfnis war, sich für den Wiederaufbau pädagogisch hochwertiger Spielwaren einzusetzen, wieder mit der Produktion eigener Holzspielzeuge. Zunächst wurden Hampelmänner und bewegliche Wandbilder aus Sperrholz produziert. Nach dem Tod ihres Vaters im Jahr 1965 übernahm Margarete Ostheimer den elterlichen Familienbetrieb. Sie entwarf einfache, auf der anthroposophische Weltanschauung basierende Spielfiguren aus Holz. Die Figuren sind der Natur entlehnt, charakteristisch für Ostheimer Figuren ist die Reduktion auf das Wesentliche, um die Förderung der Phantasie und der Kreativität der Kinder zu unterstützen. Im Jahr 1967 ließ sich die Firma nach mehreren Umzügen in Zell unter Aichelberg nieder und produzierte unter dem Namen „Margarete Ostheimer“.

### Walter und Adeline Ostheimer Stiftung
In den 1970er-Jahren gab es in Deutschland einen Aufschwung der Nachfrage für ökologisches Spielzeug. Erste Heimarbeiter wurden eingestellt und die Kollektion an Holzfiguren immer wieder erweitert. 1992 wurde ein neues Versand- und Verwaltungsgebäude der Firma errichtet. Im Jahr 2001 legte Margarete Ostheimer die Geschäftsführung nieder und überführte den Betrieb in die Walter und Adeline Ostheimer Stiftung. Im Jahr 2003 erfolgte die Übernahme der Firma Kinderkram. Seit 2009 firmierte die Manufaktur unter dem Namen Margarete Ostheimer GmbH. Nachdem 2003 schon die Lizenzen der Konrad Keller GmbH übernommen wurden, wurde 2011 der Spielzeughersteller aufgekauft. Neben den traditionellen Holzfiguren stellt die Firma jetzt auch Holzfahrzeuge und Schaukelpferde, wie das erfolgreiche Modell Peter her.
Die Gewinne der Firma Ostheimer fließen in die Stiftung, die einen Teil davon für pädagogische Projekte spendet. In der Produktion werden ausschließlich Holz aus süddeutschen Wäldern verwendet. Mitarbeiter werden bevorzugt aus der Gemeinde Zell unter Aichelberg angestellt. Ein Teil der Arbeitsplätze ist für behinderte Menschen reserviert, mit der Absicht sie in die normale Arbeitswelt zu integrieren.

## Produktion
Pro Jahr werden rund eine Million Holzfiguren in Handarbeit aus rund 700 Kubikmeter Holz herstellt. Der überwiegende Teil der Produktion findet dabei in 200 externen Werkstätten und in Heimarbeit statt. Die Spiel- und Krippenfiguren werden aus nachhaltig angebautem Holz, überwiegend Ahornholz, hergestellt. Etwa ein Drittel des Umsatzes der Manufaktur wird mit naturbelassenen Krippenfiguren erzielt. Das Sortiment der Manufaktur umfasst etwa 500 verschiedene Figuren. Mittlerweile werden Ostheimer Holzfiguren online, im Spielzeugfachhandel, auf Weihnachtsmärkten und unter anderem auch in der Drogeriekette dm verkauft.
Insbesondere die Krippenfiguren werden international bis in die USA, Südkorea und Japan vertrieben. Ostheimer Krippen finden sich im Bestand zahlreicher Spielzeug- und Krippenmuseen. Das Jüdische Museum Berlin zeigte 2005/2006 eine Ostheimer Krippe in der Sonderausstellung Weihnukka – Geschichten von Weihnachten und Chanukka.
Von November 2016 bis Februar 2017 wurde auf Schloss Mainau die Retrospekte Zauberhafte Spielwelten für Klein und Groß – Holzfiguren von Margarete Ostheimer gezeigt.

## Auszeichnungen und soziales Engagement
2009 wurde die Ostheimer Holzspielzeug GmbH für vorbildlichen Arbeitsschutz ausgezeichnet und erhielt die Zertifizierung für „Arbeitssicherheit und Gesundheitsschutz durch Organisation“ vom Kreis Göppingen. Die Firma unterstützt seit Jahrzehnten zahlreiche soziale und kulturellen Projekte; u. a. 2014 die Landesgartenschau in Schwäbisch Gmünd oder die integrativen Werkstätten der Arbeits- und Lebensgemeinschaft Bad Boll.